# Fimbristylis dimorphonucifera
Fimbristylis dimorphonucifera är en halvgräsart som beskrevs av Ethirajalu Govindarajalu. Fimbristylis dimorphonucifera ingår i släktet Fimbristylis och familjen halvgräs. Inga underarter finns listade i Catalogue of Life.